# Burundi zászlaja
Burundi zászlajában a színek a függetlenségért vívott harcot (vörös), a reményt (zöld) és a békét (fehér) képviselik. A három csillag a nemzeti mottóra utal („Egység, Munka, Haladás”).
A zászlót 1967. június 28-án vonták fel hivatalosan és a zászló arányait 1982. szeptember 27-én változtatták meg a 2:3-ról 3:5-re.